# 쑤저우제역
쑤저우제역(중국어: 苏州街站)은 중국 베이징시 하이뎬구 하이뎬 가도 하이덴 남로·쑤저우제 교차로에 위치한 베이징 지하철 10호선 16호선의 환승역이다. 10호선은 2008년 7월 19일에 개통되었고, 16호선은 개통 시기가 지연되어 2023년 12월 30일에 정식 개통되었다.

## 위치
이 역은 베이징시 하이뎬구 하이뎬 가도 하이덴 남로·쑤저우제 교차로에 위치하며 중관촌 서구와 근접한다. 하이뎬 남로(海淀南路)를 따라가는 10호선과 쑤저우제(苏州街)를 따라가는 16호선이 서로 십자 교차한다.

## 역 구조
10호선 쑤저우제역은 지하 2층 건물의 역으로 도로 교차로에 위치하여 노면 아래에 있는 다양한 기존 파이프라인을 우회하며 별도의 대합실과 2면 2선 상대식 승강장 설계를 채택했다. 건설에는 얕은 매설 및 지하 굴착 공법이 사용되었다. 16호선 쑤저우제역은 기존 10호선 승강장 한 층 아래에 위치한 역으로 대합실 층에 4세트의 환승 통로의 구조를 갖고(실제 위치는 지하 4층), 16호선 승강장 남쪽 끝에 주차선이 존재한다.
10호선과 16호선 역을 연결하는 2개의 승강장 중앙에는 수직형 엘리베이터가 설치되어 있다. 이 2대의 엘리베이터는 16호선 대합실과 승강장 층을 연결하는 무장애 엘리베이터 역할도 수행한다.

### 층별 구조
| 지면            |                                   | A—G출입구                           |
| 지하 1층        | 10호선 대합실                     | 고객센터, 자동 발권기, 출입 게이트  |
| 지하 2층 승강장 | 상대식 승강장, 오른쪽 출입문 열림 | 상대식 승강장, 오른쪽 출입문 열림   |
| 지하 2층 승강장 | ←                                 | ■ 10호선 외선 순환(바거우)          |
| 지하 2층 승강장 | →                                 | ■ 10호선 내선 순환(하이뎬황좡)      |
| 지하 2층 승강장 | 상대식 승강장, 오른쪽 출입문 열림 |                                     |
| 지하 3층        | 16호선 대합실                     | 고객센터, 자동 발권기, 출입 게이트  |
| 지하 4층 승강장 | ←                                 | ■ 16호선 베이안허 방면 (완촨허차오) |
| 지하 4층 승강장 | 섬식 승강장, 왼쪽 출입문이 열림   |                                     |
| 지하 4층 승강장 | →                                 | ■ 16호선 완핑청 방면 (쑤저우차오)   |

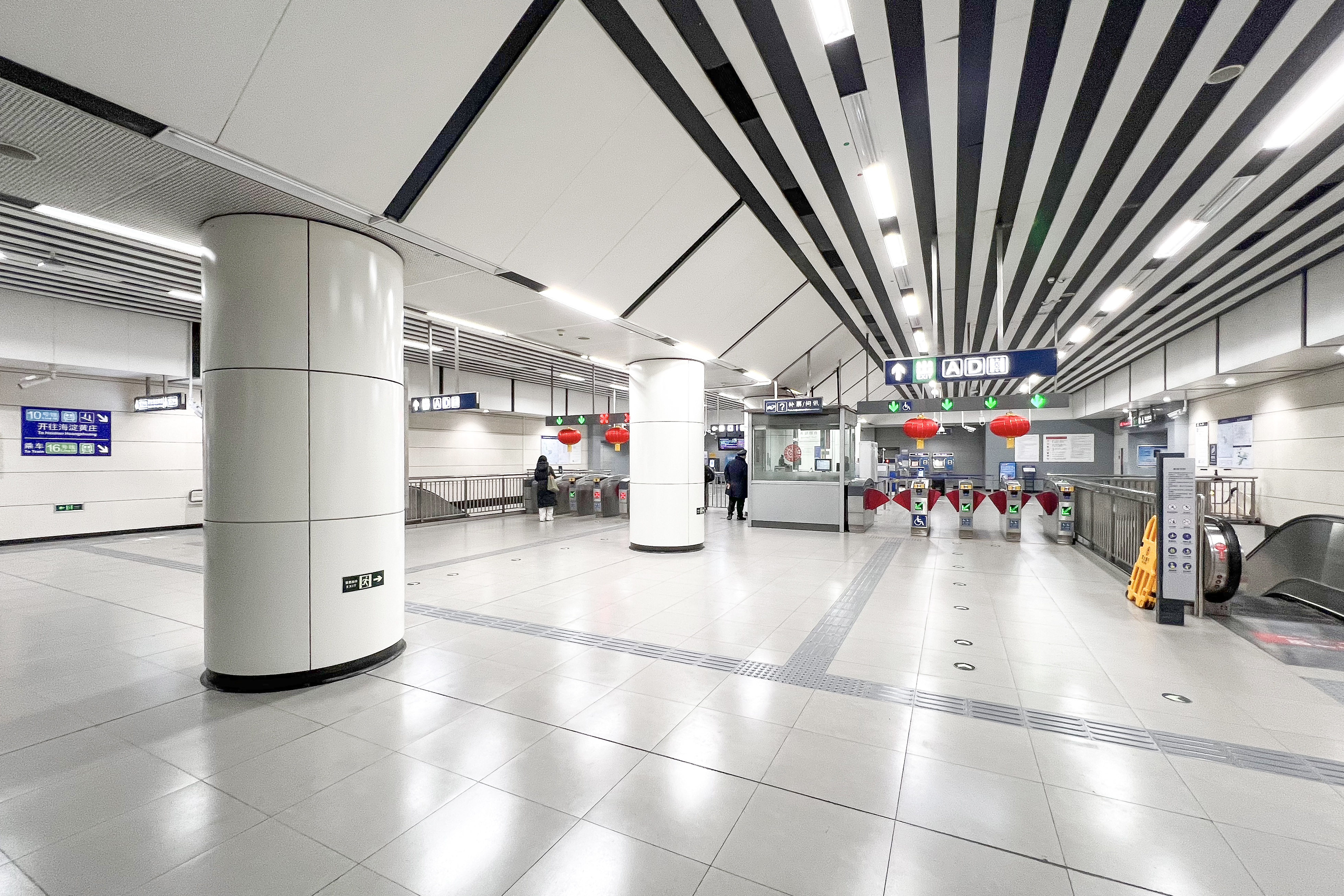
10호선 서쪽 대합실
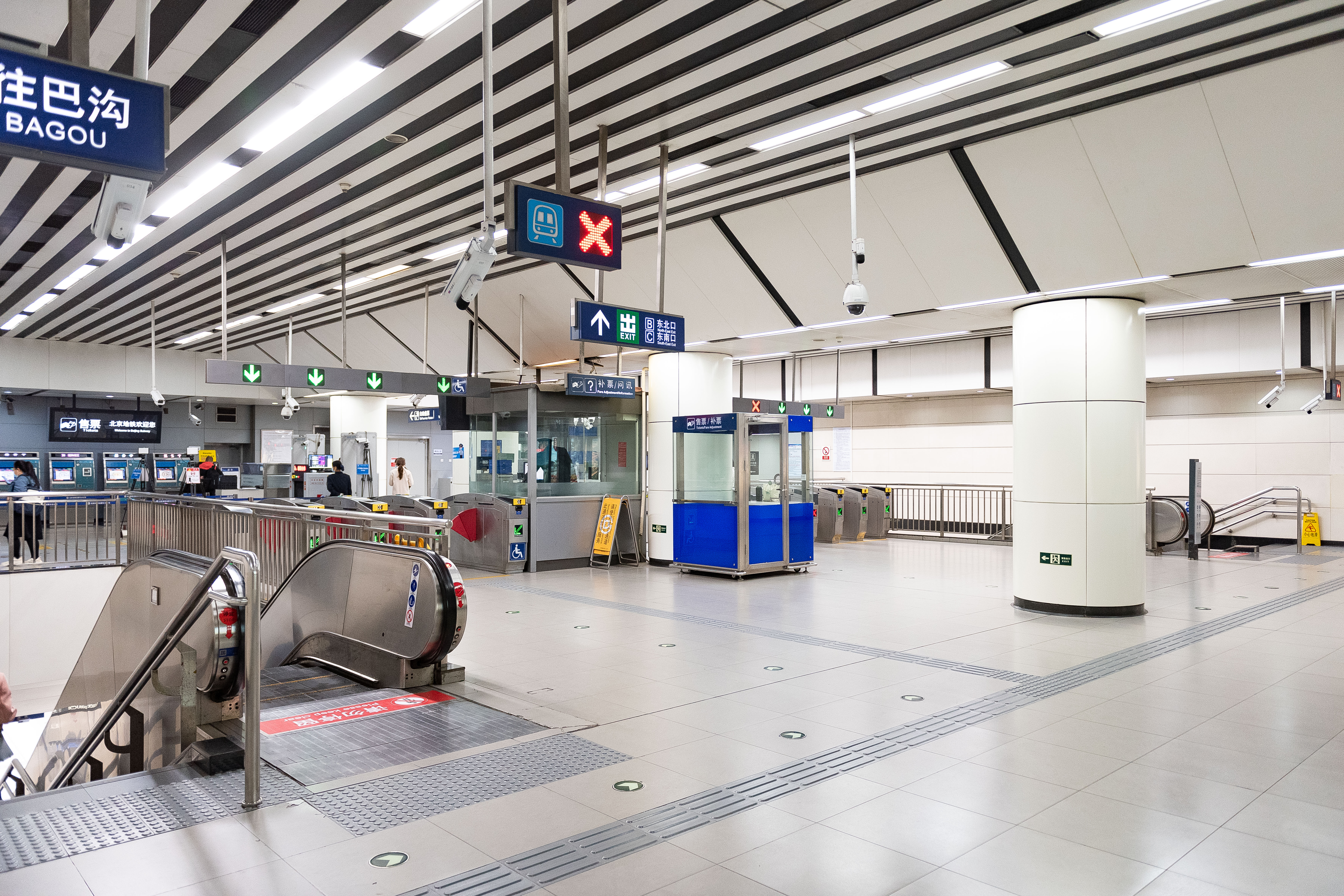
10호선 동쪽 대합실
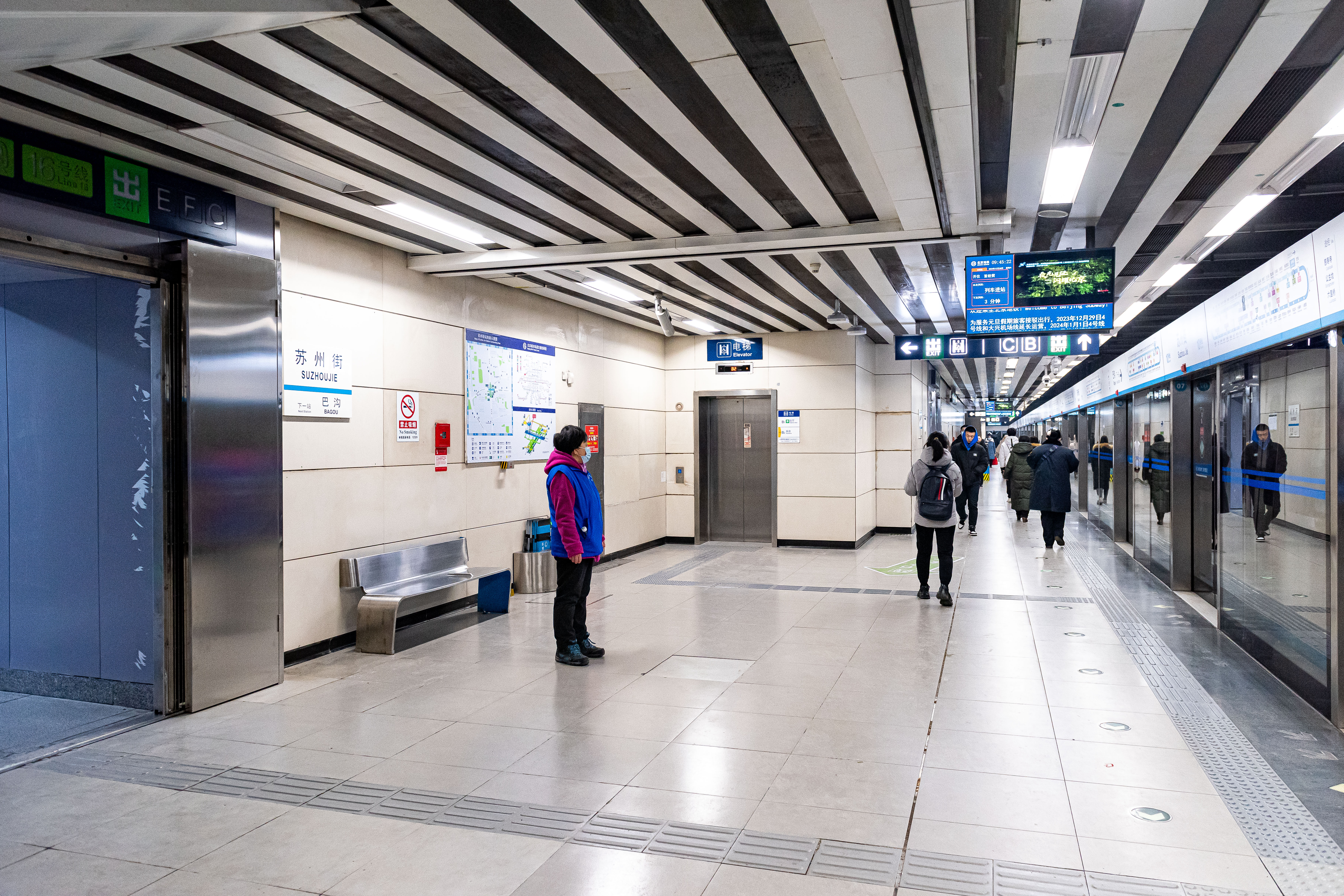
10호선 외선 순환 승강장
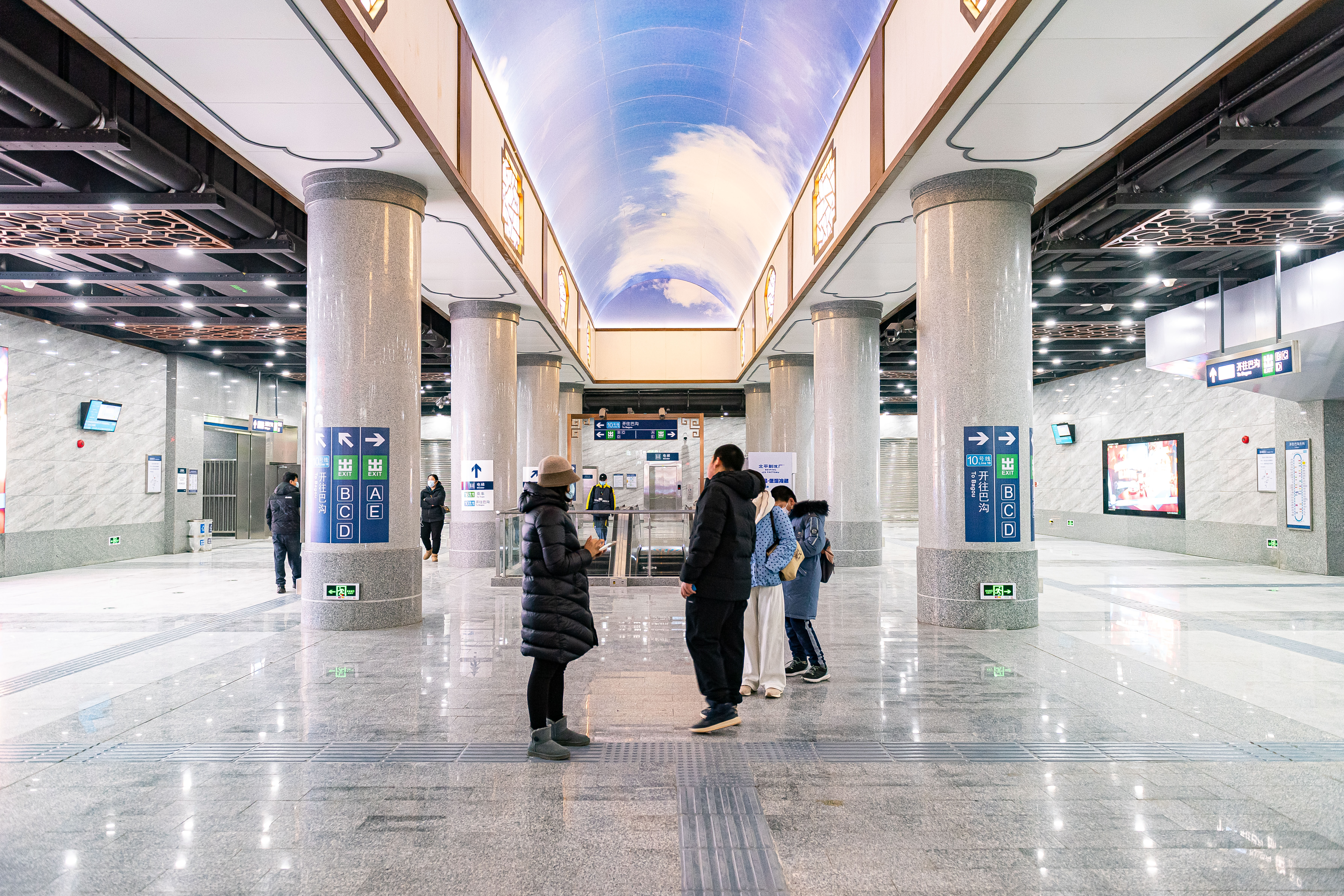
16호선 북쪽 대합실
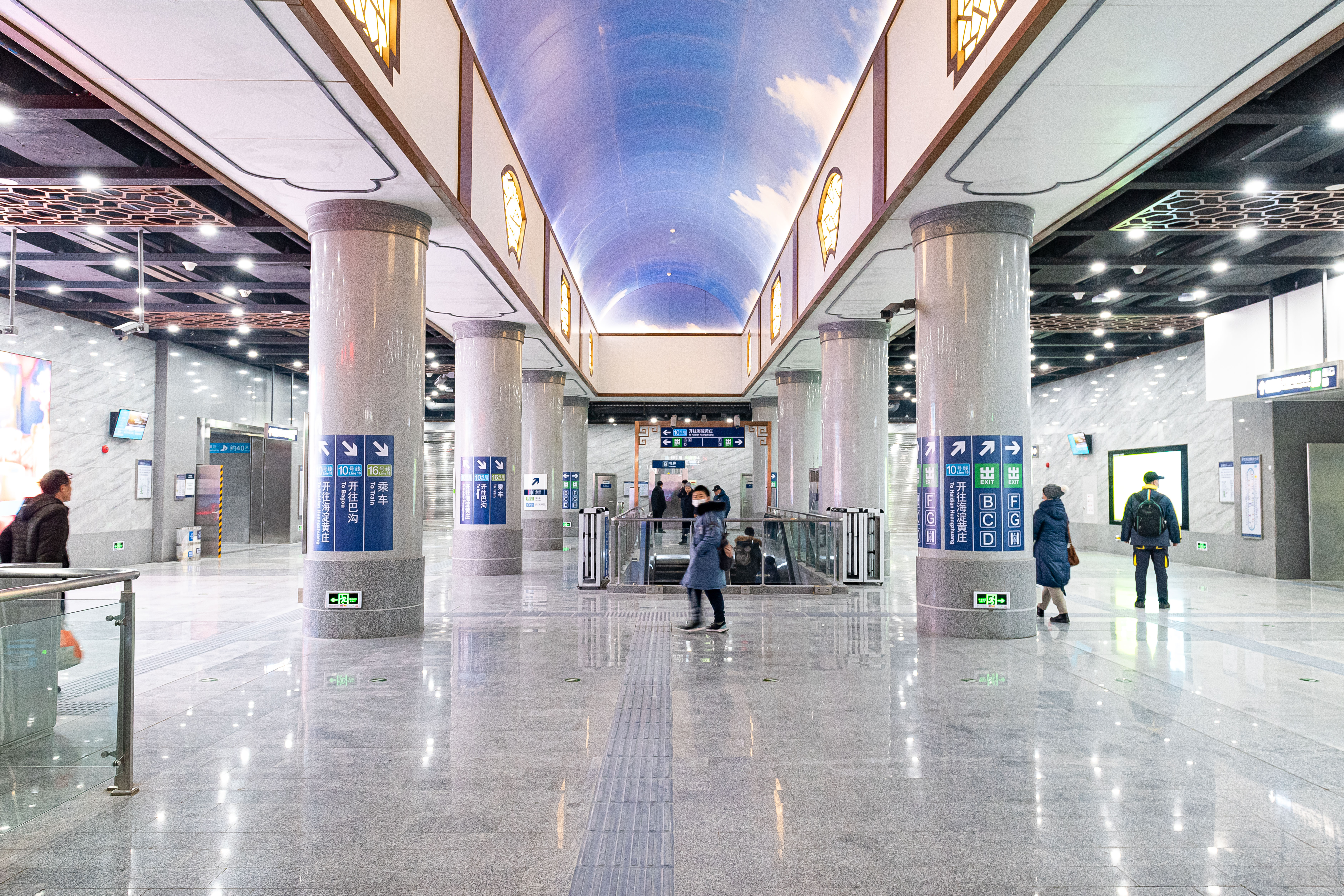
16호선 남쪽 대합실
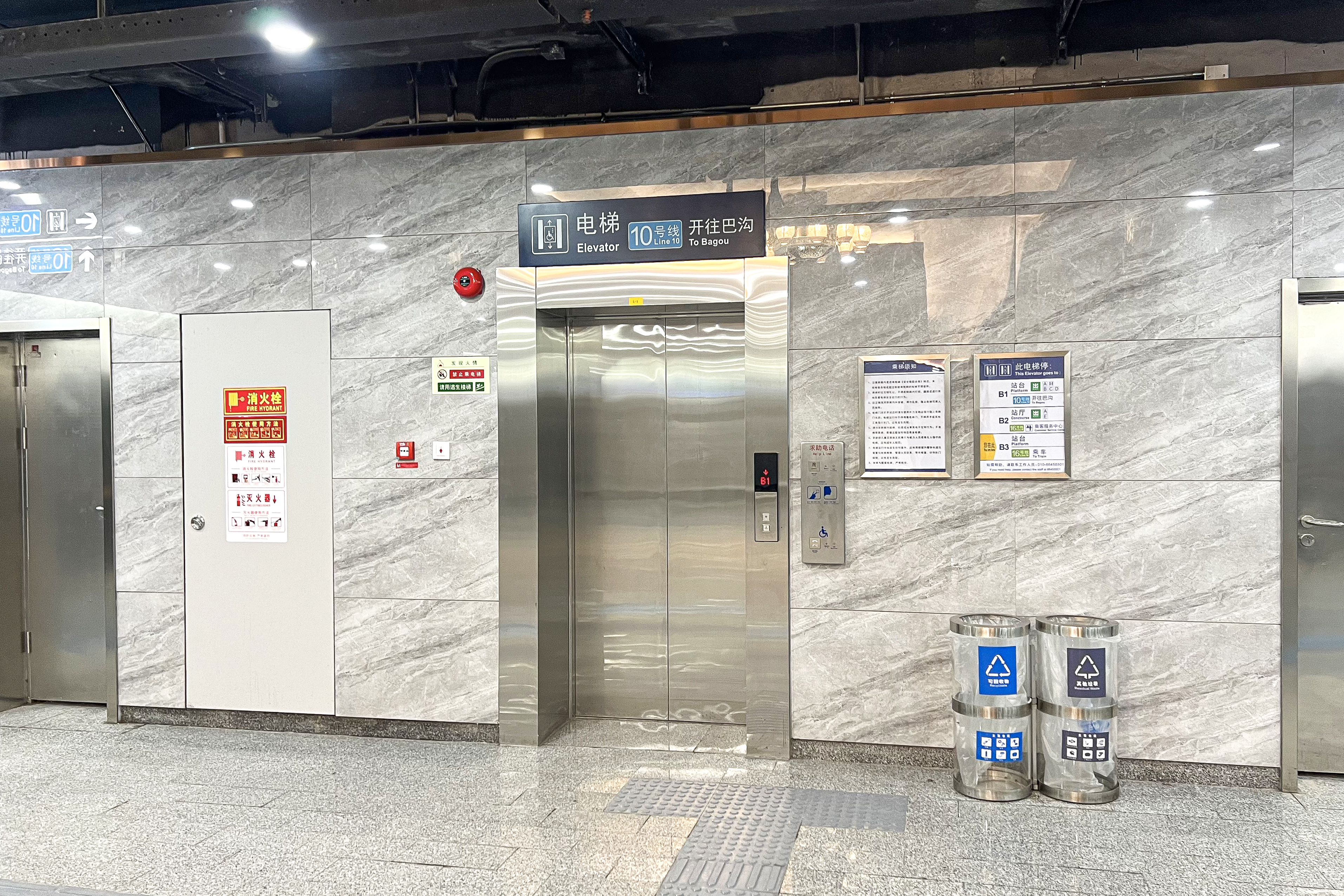
16호선 승강장에서 10호선 외선 순환 승강장 간 엘리베이터
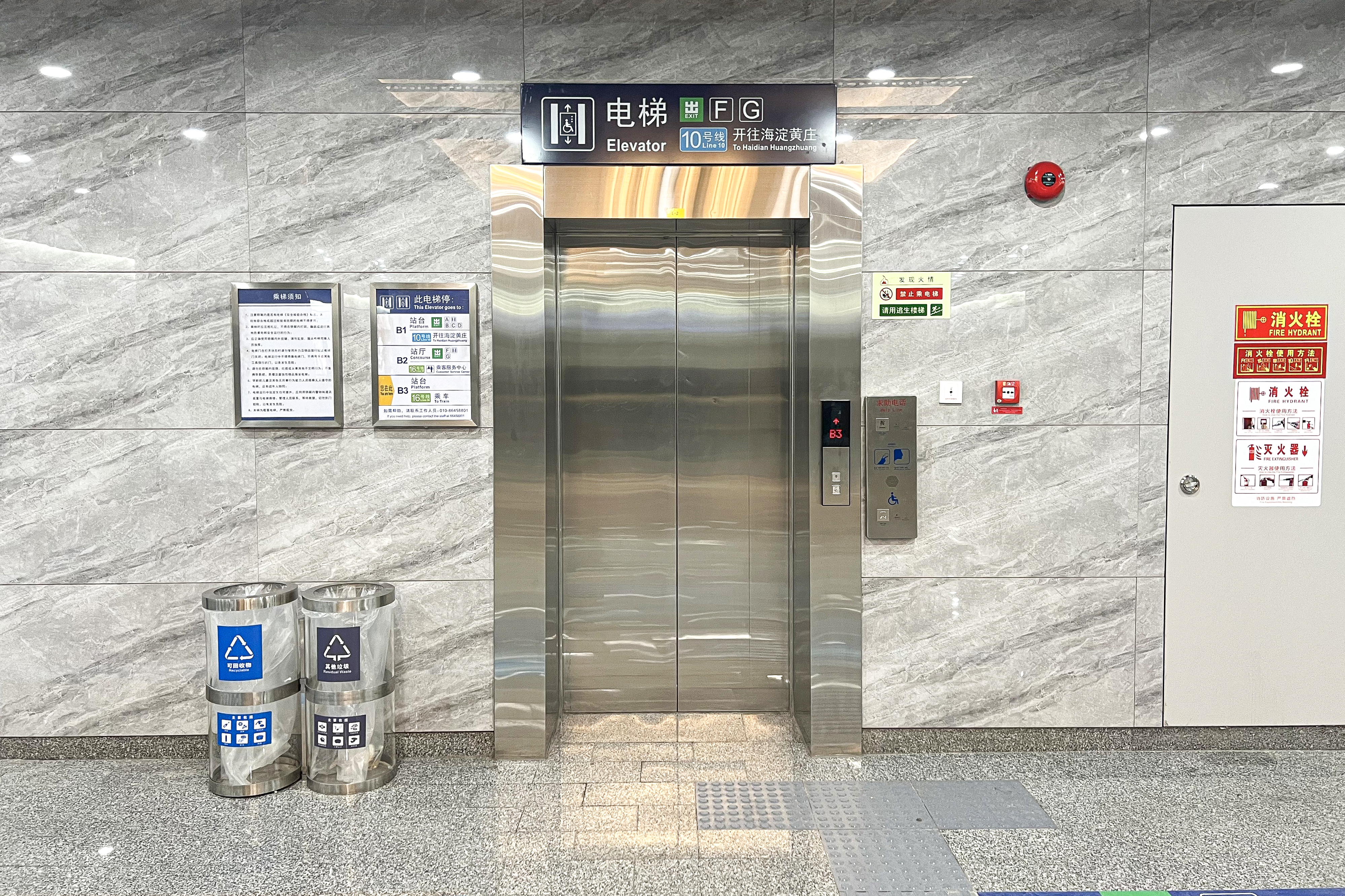
16호선 승강장에서 10호선 내선 순환 승강장 간 엘리베이터

## 출구
10호선 역에는 하이뎬 남로(海淀南路)와 쑤저우제(苏州街) 사이 교차로의 네 모퉁이(북서쪽(A), 북동쪽(B), 남동쪽(C), 남서쪽(D))에 4개의 출입구가 있다. 북서쪽 입구 및 출구 통로에 장애인용 엘리베이터가 있다. 16호선 건설과 함께 하이뎬 남로(海淀南路) 북쪽 E출구, 하이뎬 남로(海淀南路) 남쪽 F출구, 쑤저우제(苏州街) 서쪽 G출구 등 3개의 출입구가 추가되었다. F 포트 직선 엘리베이터의 쑤저우제(苏州街) 동쪽(기존 C 출구 남쪽). F출구에도 10호선 동쪽 대합실과 연결되는 통로가 존재한다.
A출구 에스컬레이터는 10호선 대합실 층으로만 연결된다. 이 에스컬레이터를 통해 역에 진입하는 승객은 10호선 서쪽 대합실 유료구역에서 에스컬레이터를 타고 10호선 승강장까지 내려가야 하며, 16호선 승강장 중앙에 있는 직선형 엘리베이터가 16호선 역으로 내려가는 구조이다. 이를 위해 이 역에 관련 안내가 게시되어 있다. F출구에서 직진 엘리베이터를 타면 16호선 남쪽 대합실로 연결된다.
|                         |                            | |      |                    |
|                         |                            | |      |                    |
| 출구                    | 지시                       | 출구 인근 | 사진 | 무장애 시설        |
| ■ 10호선 역사와 연결    |                            | |      |                    |
| 出口 · A                | 하이뎬 남로(海淀南路) 북측 | 베이징시 바이학교(北京市八一学校)                                                                                             |      | 只通往10号线站厅层 |
| 出口 · B                | 하이뎬 남로(海淀南路) 북측 | 하이뎬 중가(海淀中街), 중관촌 지식재산권 빌딩(中关村知识产权大厦), 인펑 빌딩(银丰大厦)                                        |      | 빈칸               |
| 出口 · C                | 쑤저우제(苏州街) 동측      | 인민대학 북로(人民大学北路), 다오자오먀오(倒座庙), 타이훙 재단 빌딩(大行基业大厦)                                             |      | 빈칸               |
| 出口 · D                | 쑤저우제(苏州街) 서측      | 완촨허로(万泉河路), 베이징 기술 교류 촉진 센터(北京技术交流促进中心), 하이뎬구 부유보건병원(동남구)(海淀区妇幼保健院(东南区)) |      | 빈칸               |
| ■ 16호선 역사와 연결    |                            | |      |                    |
| 出口 · E                | 하이뎬 남로(海淀南路) 북측 | 베이징시 바이학교(초등학교)(北京市八一学校(小学部)), 베이징 정보 관리 학교(중관춘 캠퍼스))(北京市信息管理学校(中关村校区))    |      | 빈칸               |
| 出口 · F                | 하이뎬 남로(海淀南路) 남측 | |      | 只通往16号线站厅层 |
| 出口 · G                | 쑤저우제(苏州街) 서측      | 하이뎬구 부유보건병원(동남구)(海淀区妇幼保健院(东南区))                                                                       |      | 빈칸               |
| 아이콘 설명: 엘리베이터 |                            | |      |                    |

## 승하차 인원
하이뎬황좡역과 마찬가지로 이 역 역시 중관춘과 연결되는 중요한 역이기 때문에 승하차량이 많은 편이다.

## 역사
2007년 3월 28일, 10호선 건설 중이던 쑤저우제역 건설 현장 남동쪽 입구 터널이 무너져 인부 6명이 매몰되었다.
2019년 5월 13일, 16호선 쑤저우제역의 주요 구조가 완성되었지만, 역 남동쪽의 시설 건물은 주변 건물과 통합되어야 하기 때문에 철거 작업 및 기술 조건은 매우 복잡하고 프로젝트가 매우 어렵기 때문에 2020년 12월 31일 16호선 중간 구간에서 개통되지 않았으며 2023년 12월 30일에 개통되었다. 무정차 통과 동안 16호선은 약 65km/h의 속도로 통과했다.
2023년 11월 중순, 16호선 승강장 스크린도어의 외부 칸막이가 제거되었다. 동년 12월 18일 징강 지하철이 발행한 보도자료에 따르면 16호선 쑤저우제역 16호선의 나머지 구간과 함께 개통될 예정임을 보도했다. 쑤저우제역을 포함한 16개 노선은 2023년에 개통될 예정이라는 내용을 12월 25일에 발표하였다. 16호선 쑤저우제역이 마침내 2023년 12월 30일 첫 열차로 정식 운행을 개시하였다.